# 小行星列表/191501-191600
| 名稱                  | 臨時編號   | 發現日期       | 發現地點             | 發現者                         |
| --------------------- | ---------- | -------------- | -------------------- | ------------------------------ |
| 小行星191501          | 2003 UA48  | 2003年10月16日 | 基特峰               | 太空监视                       |
| 小行星191502          | 2003 UL48  | 2003年10月16日 | 可可尼诺县           | 洛厄尔天文台近地小行星搜寻计划 |
| 小行星191503          | 2003 UW48  | 2003年10月16日 | 可可尼诺县           | 洛厄尔天文台近地小行星搜寻计划 |
| 小行星191504          | 2003 UL54  | 2003年10月18日 | 帕洛马山             | 近地小行星追踪                 |
| 小行星191505          | 2003 UQ57  | 2003年10月16日 | 帕洛马山             | 近地小行星追踪                 |
| 小行星191506          | 2003 UT63  | 2003年10月16日 | 可可尼诺县           | 洛厄尔天文台近地小行星搜寻计划 |
| 小行星191507          | 2003 UK65  | 2003年10月16日 | 帕洛马山             | 近地小行星追踪                 |
| 小行星191508          | 2003 UA73  | 2003年10月19日 | 基特峰               | 太空监视                       |
| 小行星191509          | 2003 UD83  | 2003年10月16日 | 可可尼诺县           | 洛厄尔天文台近地小行星搜寻计划 |
| 小行星191510          | 2003 UK85  | 2003年10月18日 | 基特峰               | 太空监视                       |
| 小行星191511          | 2003 UT86  | 2003年10月18日 | 帕洛马山             | 近地小行星追踪                 |
| 小行星191512          | 2003 UA87  | 2003年10月18日 | 帕洛马山             | 近地小行星追踪                 |
| 小行星191513          | 2003 UJ89  | 2003年10月20日 | 基特峰               | 太空监视                       |
| 小行星191514          | 2003 UQ92  | 2003年10月20日 | 帕洛马山             | 近地小行星追踪                 |
| 小行星191515          | 2003 UB111 | 2003年10月19日 | 海勒卡拉             | 近地小行星追踪                 |
| 小行星191516          | 2003 US112 | 2003年10月20日 | 索科罗               | 林肯近地小行星研究小组         |
| 小行星191517          | 2003 UK116 | 2003年10月21日 | 索科罗               | 林肯近地小行星研究小组         |
| 小行星191518          | 2003 UA129 | 2003年10月21日 | 基特峰               | 太空监视                       |
| 小行星191519          | 2003 UD133 | 2003年10月20日 | 帕洛马山             | 近地小行星追踪                 |
| 小行星191520          | 2003 UE148 | 2003年10月19日 | 基特峰               | 太空监视                       |
| 小行星191521          | 2003 UJ152 | 2003年10月21日 | 基特峰               | 太空监视                       |
| 小行星191522          | 2003 US158 | 2003年10月20日 | 基特峰               | 太空监视                       |
| 小行星191523          | 2003 UD173 | 2003年10月20日 | 帕洛马山             | 近地小行星追踪                 |
| 小行星191524          | 2003 UN177 | 2003年10月21日 | 帕洛马山             | 近地小行星追踪                 |
| 小行星191525          | 2003 UW183 | 2003年10月21日 | 帕洛马山             | 近地小行星追踪                 |
| 小行星191526          | 2003 UV186 | 2003年10月22日 | 索科罗               | 林肯近地小行星研究小组         |
| 小行星191527          | 2003 UA193 | 2003年10月20日 | 基特峰               | 太空监视                       |
| 小行星191528          | 2003 UV193 | 2003年10月20日 | 基特峰               | 太空监视                       |
| 小行星191529          | 2003 UX196 | 2003年10月21日 | 基特峰               | 太空监视                       |
| 小行星191530          | 2003 UX197 | 2003年10月21日 | 可可尼诺县           | 洛厄尔天文台近地小行星搜寻计划 |
| 小行星191531          | 2003 UQ198 | 2003年10月21日 | 基特峰               | 太空监视                       |
| 小行星191532          | 2003 UV199 | 2003年10月21日 | 索科罗               | 林肯近地小行星研究小组         |
| 小行星191533          | 2003 UV208 | 2003年10月22日 | 基特峰               | 太空监视                       |
| 小行星191534          | 2003 UM211 | 2003年10月23日 | 基特峰               | 太空监视                       |
| 小行星191535          | 2003 UE218 | 2003年10月21日 | 索科罗               | 林肯近地小行星研究小组         |
| 小行星191536          | 2003 UY222 | 2003年10月22日 | 索科罗               | 林肯近地小行星研究小组         |
| 小行星191537          | 2003 UL223 | 2003年10月22日 | 索科罗               | 林肯近地小行星研究小组         |
| 小行星191538          | 2003 UR227 | 2003年10月23日 | 基特峰               | 太空监视                       |
| 小行星191539          | 2003 UL230 | 2003年10月23日 | 基特峰               | 太空监视                       |
| 小行星191540          | 2003 UF236 | 2003年10月22日 | 基特峰               | 太空监视                       |
| 小行星191541          | 2003 UF238 | 2003年10月23日 | 海勒卡拉             | 近地小行星追踪                 |
| 小行星191542          | 2003 UM244 | 2003年10月24日 | 基特峰               | 太空监视                       |
| 小行星191543          | 2003 UJ249 | 2003年10月25日 | 索科罗               | 林肯近地小行星研究小组         |
| 小行星191544          | 2003 UA255 | 2003年10月25日 | 基特峰               | 太空监视                       |
| 小行星191545          | 2003 UZ261 | 2003年10月26日 | 索科罗               | 林肯近地小行星研究小组         |
| 小行星191546          | 2003 UV268 | 2003年10月28日 | 索科罗               | 林肯近地小行星研究小组         |
| 小行星191547          | 2003 UB269 | 2003年10月28日 | 海勒卡拉             | 近地小行星追踪                 |
| 小行星191548          | 2003 UG278 | 2003年10月25日 | 索科罗               | 林肯近地小行星研究小组         |
| 小行星191549          | 2003 UL293 | 2003年10月18日 | 索科罗               | 林肯近地小行星研究小组         |
| 小行星191550          | 2003 UL299 | 2003年10月16日 | 基特峰               | 太空监视                       |
| 小行星191551Glücklich | 2003 VK1   | 2003年11月6日  | 马特劳山             | K. Sárneczky、B. Sipőcz        |
| 小行星191552          | 2003 VC8   | 2003年11月14日 | 帕洛马山             | 近地小行星追踪                 |
| 小行星191553          | 2003 WV14  | 2003年11月16日 | 基特峰               | 太空监视                       |
| 小行星191554          | 2003 WC15  | 2003年11月16日 | 基特峰               | 太空监视                       |
| 小行星191555          | 2003 WC20  | 2003年11月19日 | 索科罗               | 林肯近地小行星研究小组         |
| 小行星191556          | 2003 WM44  | 2003年11月19日 | 帕洛马山             | 近地小行星追踪                 |
| 小行星191557          | 2003 WT63  | 2003年11月19日 | 基特峰               | 太空监视                       |
| 小行星191558          | 2003 WO65  | 2003年11月19日 | 基特峰               | 太空监视                       |
| 小行星191559          | 2003 WE69  | 2003年11月19日 | 基特峰               | 太空监视                       |
| 小行星191560          | 2003 WR69  | 2003年11月19日 | 基特峰               | 太空监视                       |
| 小行星191561          | 2003 WT74  | 2003年11月20日 | 索科罗               | 林肯近地小行星研究小组         |
| 小行星191562          | 2003 WD81  | 2003年11月20日 | 索科罗               | 林肯近地小行星研究小组         |
| 小行星191563          | 2003 WJ102 | 2003年11月21日 | 帕洛马山             | 近地小行星追踪                 |
| 小行星191564          | 2003 WZ112 | 2003年11月20日 | 索科罗               | 林肯近地小行星研究小组         |
| 小行星191565          | 2003 WX128 | 2003年11月21日 | 帕洛马山             | 近地小行星追踪                 |
| 小行星191566          | 2003 WN139 | 2003年11月21日 | 索科罗               | 林肯近地小行星研究小组         |
| 小行星191567          | 2003 WX146 | 2003年11月23日 | 索科罗               | 林肯近地小行星研究小组         |
| 小行星191568          | 2003 WR151 | 2003年11月26日 | 索科罗               | 林肯近地小行星研究小组         |
| 小行星191569          | 2003 WZ153 | 2003年11月29日 | 索科罗               | 林肯近地小行星研究小组         |
| 小行星191570          | 2003 WQ162 | 2003年11月30日 | 索科罗               | 林肯近地小行星研究小组         |
| 小行星191571          | 2003 WX170 | 2003年11月21日 | 卡特林那             | 卡特林那巡天系统               |
| 小行星191572          | 2003 WU189 | 2003年11月22日 | 卡特林那             | 卡特林那巡天系统               |
| 小行星191573          | 2003 XZ10  | 2003年12月10日 | 帕洛马山             | 近地小行星追踪                 |
| 小行星191574          | 2003 XF14  | 2003年12月15日 | 索科罗               | 林肯近地小行星研究小组         |
| 小行星191575          | 2003 XP25  | 2003年12月1日  | 索科罗               | 林肯近地小行星研究小组         |
| 小行星191576          | 2003 XM30  | 2003年12月1日  | 基特峰               | 太空监视                       |
| 小行星191577          | 2003 XU32  | 2003年12月1日  | 基特峰               | 太空监视                       |
| 小行星191578          | 2003 XH35  | 2003年12月3日  | 索科罗               | 林肯近地小行星研究小组         |
| 小行星191579          | 2003 YB6   | 2003年12月17日 | 索科罗               | 林肯近地小行星研究小组         |
| 小行星191580          | 2003 YR53  | 2003年12月19日 | 索科罗               | 林肯近地小行星研究小组         |
| 小行星191581          | 2003 YC64  | 2003年12月19日 | 索科罗               | 林肯近地小行星研究小组         |
| 小行星191582Kikadolfi | 2003 YK69  | 2003年12月20日 | 圣马尔切洛皮斯托耶塞 | 圣马尔切洛皮斯托耶塞天文台     |
| 小行星191583          | 2003 YF105 | 2003年12月22日 | 索科罗               | 林肯近地小行星研究小组         |
| 小行星191584          | 2004 BA143 | 2004年1月19日  | 基特峰               | 太空监视                       |
| 小行星191585          | 2004 CO63  | 2004年2月12日  | 帕洛马山             | 近地小行星追踪                 |
| 小行星191586          | 2004 DU49  | 2004年2月22日  | 索科罗               | 林肯近地小行星研究小组         |
| 小行星191587          | 2004 EJ6   | 2004年3月12日  | 帕洛马山             | 近地小行星追踪                 |
| 小行星191588          | 2004 EO73  | 2004年3月15日  | 卡特林那             | 卡特林那巡天系统               |
| 小行星191589          | 2004 FQ5   | 2004年3月19日  | 帕洛马山             | 近地小行星追踪                 |
| 小行星191590          | 2004 FN29  | 2004年3月24日  | 贝尔吉施格拉德巴赫   | 沃尔夫·比克尔                  |
| 小行星191591          | 2004 FR38  | 2004年3月17日  | 索科罗               | 林肯近地小行星研究小组         |
| 小行星191592          | 2004 FX46  | 2004年3月17日  | 索科罗               | 林肯近地小行星研究小组         |
| 小行星191593          | 2004 FD68  | 2004年3月20日  | 索科罗               | 林肯近地小行星研究小组         |
| 小行星191594          | 2004 FC90  | 2004年3月20日  | 索科罗               | 林肯近地小行星研究小组         |
| 小行星191595          | 2004 FF109 | 2004年3月24日  | 可可尼诺县           | 洛厄尔天文台近地小行星搜寻计划 |
| 小行星191596          | 2004 FX121 | 2004年3月24日  | 可可尼诺县           | 洛厄尔天文台近地小行星搜寻计划 |
| 小行星191597          | 2004 FX125 | 2004年3月27日  | 索科罗               | 林肯近地小行星研究小组         |
| 小行星191598          | 2004 FT142 | 2004年3月27日  | 索科罗               | 林肯近地小行星研究小组         |
| 小行星191599          | 2004 FN143 | 2004年3月28日  | 索科罗               | 林肯近地小行星研究小组         |
| 小行星191600          | 2004 FW146 | 2004年3月22日  | 索科罗               | 林肯近地小行星研究小组         |